# Kellys
Kellys var ett svenskt dansband verksamt mellan 1972 och 2002.

## Historik
Bandet bildades 1972 och blev heltidsband 1976. 1982 fick de turnera med Lena Maria Gårdenäs och två år senare med Elisabeth Andreasson. Bandet blev senare kompband åt Lasse Berghagen i 12 års tid.
1995 anslöt sångerskan Git Persson. Bandet nådde 1996 en bredare publik med Svensktoppshiten "Ett litet ljus", och fick sedan ytterligare 9 listplaceringar på Svensktoppen fram till 2001. År 2000 fick sångerskan Git Persson Guldklaven som bästa sångerska. År 2002 valde bandet att sluta, och gjorde det enligt Aftonbladets recensent som "landets bästa, mogna dansorkester" med fyra album "på en jämn och fin nivå".

## Medlemmar

### Från starten
- Ingemar Andersson - gitarr (1972-2002)
- Torbjörn Svensson - bas (1972-2002)
- Rune Hansson - trummor
- Arne Kopp - gitarr
- Bengt Josefsson - keyboard

### Övriga
- Joakim Andersen - saxofon, gitarr, keyboard (1995-2002)
- Lars Lindholm - trummor (1996–2002)
- Git Persson - sång (1994–2002)
- Mikael Öijwal - keyboard
- Björne Hagström - gitarr (1979–1995)
- Ulrika Skoglund - sång
- Benny Werner - trummor
- Ulf Tingsèn - trummor
- Robert Nilsson - trummor
- Tomas Edström - keyboard
- Håkan Werner - keyboard
- Johan Axelsson - keyboard

## Diskografi

### Album
- Kellys - 1976
- Ditt eget band - 1977
- We've Only Just Begun - 1977
- Vart tog alla hjältar vägen - 1980
- Ett litet ljus - 1996
- Ett litet hjärta av guld - 1998
- Upp mot stjärnorna - 1999
- Alla stunder - 2001
- Guldkorn - 2002

### Singlar
- Milda Matilda - 1993
- Hej L.A. - 1995
- Ett litet ljus - 1996
- En enda dag med dej - 1997
- Ett litet hjärta av guld - 1998
- Hem igen - 1999

## Melodier på Svensktoppen
- Ett litet ljus - 1996[4]
- Finns den än kärleken - 1997[5]
- En enda dag med dig - 1997[6]
- Ett litet hjärta av guld - 1998[7]
- Det skrivs så många vackra ord om kärleken - 1998[8]
- Hem igen - 1999[9]
- Upp mot stjärnorna - 1999–2000[10]
- Låt oss börja om - 2000[11]
- När ditt hjärta slår för någon - 2001[12]
- Lika barn leka bäst - 2001[13]